# Amt Siek
Het Amt Siek is een Amt in de Duitse deelstaat Sleeswijk-Holstein. Het omvat vijf gemeenten in de Kreis Stormarn. Het bestuur voor het Amt is gevestigd in  Siek. 

## Deelnemende gemeenten
1. Braak
2. Brunsbek
3. Hoisdorf
4. Siek
5. Stapelfeld